# 杨公庙乡
杨公庙乡，是中华人民共和国湖南省怀化市芷江侗族自治县下辖的一个乡镇级行政单位。

## 行政区划
杨公庙乡下辖以下地区：
杨公庙村、盐井村、马田村、浪圭山村、云寨村、红光村、黄家浪村、桃花坪村、洪溪村、蟠龙寨村和大兴田村。